# Videojuego de estrategia histórica
Los videojuegos de estrategia histórica son aquellos videojuegos de estrategia, generalmente en tiempo real, que se basan en hechos históricos. 
A este género pertenecen varios títulos, entre los que cabe destacar:
- American Conquest y su expansión Fight Back. Son un recorrido de más de 300 años que refleja la lucha de las civilizaciones precolombinas contra las potencias europeas y el nacimiento de los países de América.
- Cossacks: European Wars, con sus expansiones The Art of War y Back to War. Se sitúan en los conflictos bélicos de la Europa del siglo Siglo XVII y Siglo XVIII.
- Cossacks II: Napoleonic Wars. Basado en el período de Napoleón.
- Blitzkrieg. Se basa en la Segunda Guerra Mundial, desde la invasión de Polonia por la Alemania Nazi en 1939 hasta la caída de Berlín en por los Aliados y la Unión Soviética 1945.
- Hegemony (serie)

- Datos: Q5849561